# Stångmärke

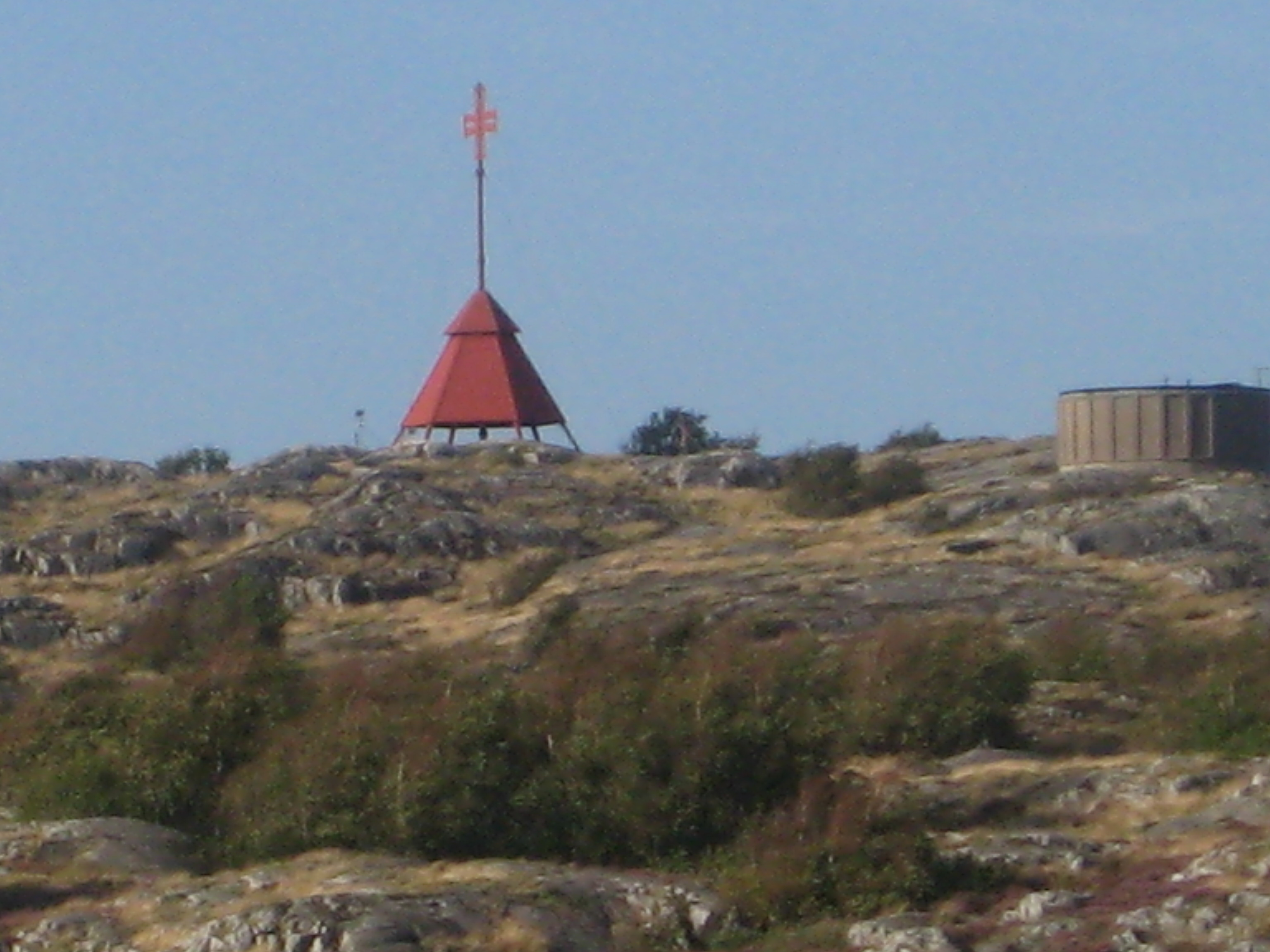
Stångmärket Valen på Kalvsund i Öckerö kommun är byggnadsminne sedan 2006.

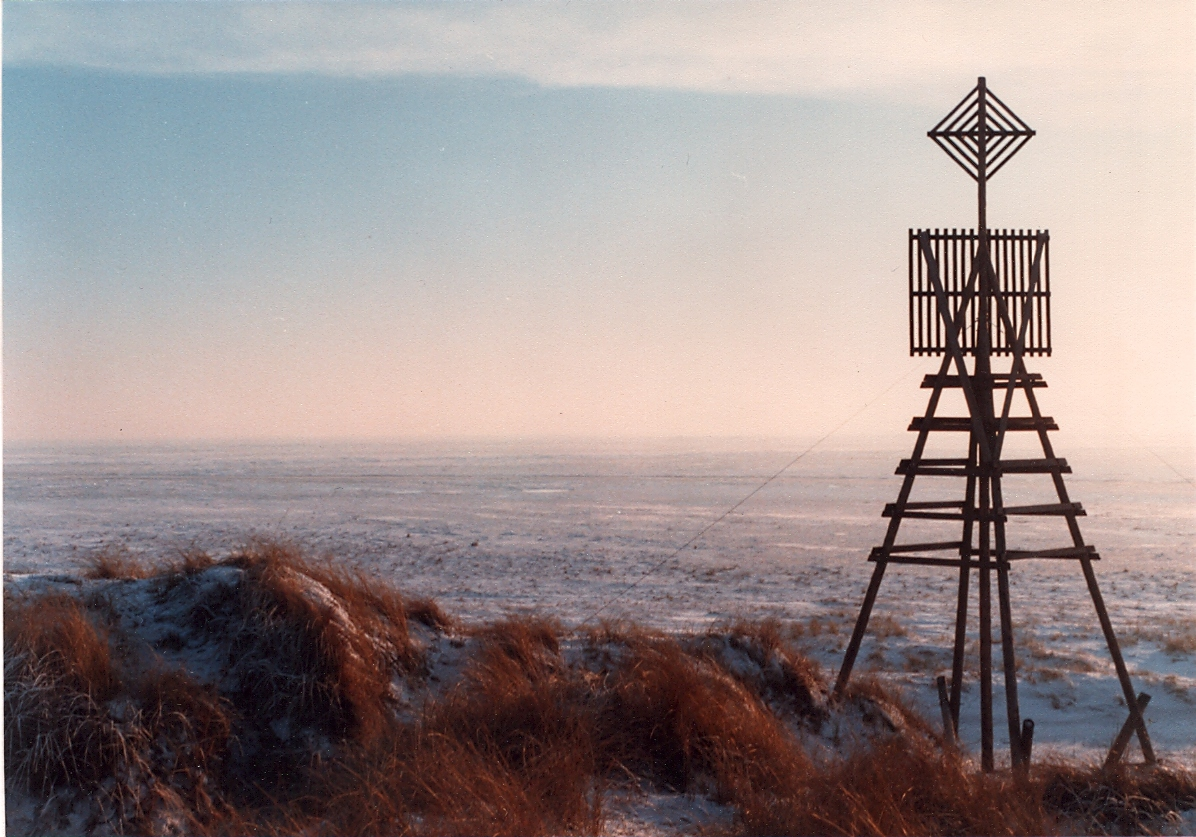
Ett stångmärke i Willemsduin i Nederländerna.

Ett stångmärke, stångtavla eller spirbåk är ett enklare sjömärke bestående av en lodrät stång, ofta med stöttor, och någon form av toppmärke. Ett stångmärke är vanligen mindre än en båk, men ett stångmärke kan byggas om till en båk genom att förstärkas och kläs med brädor.
Stångmärke är ett fast sjömärke på land och är föregångare till fyrar. Det har dagtid samma funktion som en angöringsfyr, det vill säga för att underlätta för navigatören, att bestämma sin position, och finna vägen då han över öppen vatten nalkas en kust eller motsvarande. 
Stångmärke har samma funktion som känningsbåk, känningsträd eller kummel. Ett stångmärke saknar fyrljus och är vanligen inte heller fasadbelyst, men kan någon gång vara det.
Enligt Underrättelse 1842: "En upprest längre stång försedd nedikring med stöttor. Detta slags sjömärken hafva merendels något på toppen af stången, såsom en tunna, en tafla eller dylikt. De äro på några ställen till en del beklädda med bräder, såsom vid Hernöklubb, på Gäfven etc., några äro försedda med arm, hvilken visar den farled som af det kommande fartyget bör tagas."
Skärgårdsstiftelsens logotyp är en stiliserad bild av stångmärket på Träskö-Storös norra udde.
| En stångtavla utanför Oxelösund som utgör det övre av två ensmärken. |  | Ett stångmärke i Norge. |
| En stångtavla utanför Oxelösund som utgör det övre av två ensmärken. |  | Ett stångmärke i Norge. |